# Cleidogona chiapas
Cleidogona chiapas är en mångfotingart som beskrevs av Shear 1982. Cleidogona chiapas ingår i släktet Cleidogona och familjen Cleidogonidae. Inga underarter finns listade i Catalogue of Life.